# Жузімдік (Жетисайський район)
Жузімді́к (каз. Жүзімдік) — село у складі Жетисайського району Туркестанської області Казахстану. Входить до складу Абайського сільського округу.
До 2008 року село називалось Плодовиноградне або Совхоз імені Кірова.
Населення — 1568 осіб (2021; 1682 у 2009, 1362 у 1999, 1123 у 1989).